# 河野小石
河野 小石（こうの しょうせき、1823年（文政6年）9月 - 1895年（明治28年）1月23日）は、幕末維新期の広島藩士である。名は徴、字は文献、通称は金蔵、小石または視庵と号した。

## 来歴[1]
綿を扱う商家の子として広島城下の新川場で生まれるが、生後間もなく病に侵され6歳になるまで手足、言語ともに不自由であったという。初め松本藤太郎に入門し、12歳の時に藩儒であり広島藩学問所（現：修道中学校・高等学校）教授の頼聿庵に入門した。安政年間には安芸郡倉橋島に敬長館という私塾を開き、漢学や習字を教えた。1863年（文久3年）に広島藩儒となり、翌年には世子・浅野茂勲（後の長勲）の侍講となる。また、同時期には学問所教官として経史の講義も行っており金尾稜厳らが師事した。1866年（慶応2年）の第二次長州征伐時には佐伯郡廿日市に赴き、長州藩と折衝し、次いで御用達所御用内用方となり、国事に周旋した。
1869年（明治2年）8月、再び浅野長勲の侍講となり、高田郡吉田に居住したが、眼病を患ったため職を辞すこととなった。その後、厳島神社禰宜に任じられ、中講義に補任されたが、1873年（明治6年）に辞職した。その後、広島師範学校で教授する傍ら、自宅下流川町の温故堂で漢学の講義を行っていた。1880年（明治13年）1月から1888年（明治21年）12月までの期間に進徳教校（現：崇徳中学校・高等学校）で漢学の教授を務めていた。晩年には右手が不自由になったが、書をよくしたという。